# René de Belleval
Pour les articles homonymes, voir Belleval.
René de Belleval est un historiographe, sous-préfet et publiciste français, né à Abbeville (Somme) le 27 juin 1837, mort à Beauvais (Oise) le 23 septembre 1900.

## Biographie
René de Belleval est le fils de Louis Charles de Belleval et de Marie Elisabeth Claudine Vincent d'Hantecourt. Il est le beau-frère de Charles Langlois de Septenville et un cousin germain de Louis Briet de Rainvillers.
Louis Charles de Belleval collabora, avec Alfred Nettement, à L'Opinion, où il fut chargé de la critique littéraire en 1851-1852. L'Opinion ayant cessé de paraître, Louis Charles de Belleval fonda en avril 1852, sous les auspices du comte de Chambord et avec l'aide d'Alfred Nettement, la Revue contemporaine, avec l'ambition d'en ouvrir les colonnes aux deux branches du royalisme français, le légitimisme et l'orléanisme. Il dirige La Revue contemporaine jusqu'en juillet 1854, puis collabore, toujours comme critique littéraire, jusqu'en 1870 à L'Union, alors dirigé par Henri Léon Camusat de Riancey.
René de Belleval, son fils, a publié de nombreux ouvrages d'histoire générale ou régionale et de généalogie, consacrés principalement à la Picardie et plus particulièrement au Vimeu et au Ponthieu.
Jusqu'en 1870, il fait partie du service d'honneur du « comte de Chambord », ce qui l'amène à séjourner régulièrement à Venise et à  Frohsdorf, dans l'intimité du prince.
Durant le second Empire, il collectionne les panoplies militaires, dont il finit par vendre la plus grande partie de sa collection à Napoléon III en 1869.
Rallié au Second Empire à l'approche de la guerre de 1870, avec l'accord du « comte de Chambord », il est nommé le 25 juillet 1870, sous-préfet de Montbéliard.
Pendant la guerre de 1870-1871, il sert comme capitaine aux francs-tireurs de Neuilly, puis comme intendant militaire de deux divisions d'infanterie du 24e corps.
Il est alors blessé et reçoit la croix de chevalier de la Légion d'honneur.
Après la fin des hostilités, il redevient sous-préfet, successivement de Béthune, de Lunéville, de Villefranche de Rouergue, puis de Sens, jusqu'en 1878, où il quitte l'administration préfectorale.
En 1875, à la mort de son père, Louis Charles, marquis de Belleval, il relève le titre de marquis de Belleval, sous lequel il publie désormais.
Après son départ de l'administration préfectorale, il collabore au Journal de l'Oise, à L'Union, avant de fonder à Beauvais en 1883, avec le soutien d'Alexandre Genet de Chatenay, L'Éclaireur de l'Oise, journal conservateur qui cesse de paraître en 1885, pour reparaître en 1887, jusqu'en septembre 1893.
En parallèle, il continue à publier des ouvrages d'historiographie, dont le dernier paraît en 1901, après sa mort, et publie aussi plusieurs romans. Certaines de ses études ont paru également dans la Revue Nobiliaire.
Ses ouvrages ont pour matériau, l'importante bibliothèque de documents manuscrits et d'ouvrages imprimés, réunie par sa famille et par lui-même.
Cette bibliothèque est décrite dans la préface de son ouvrage Chronologie d'Abbeville et du comté de Ponthieu, où sont mentionnées 1 991 pièces originales et 19 433 pièces en copie, reliées en 139 volumes.
Elle fut (en partie) dispersée en plusieurs ventes, la première de son vivant, en janvier 1892 à Paris, la deuxième à Beauvais le 23 janvier 1901, et la troisième à Paris le 28 novembre 1902.
De son mariage en 1859 avec Marie Léonie Langlois de Septenville (17 août 1837 - château des Loges, Beuvraignes, 17 octobre 1904), fille d'Edouard Léon Langlois de Septenville et de Désirée Durand, sœur de Charles Édouard Langlois de Septenville, il a un unique enfant, Henri Louis Jean de Belleval, qui fut conseiller d'État, puis député de la Seine.

## Principales œuvres de René de Belleval

### Ouvrages historiographiques
- Trésor généalogique de la Picardie, Amiens, Vve Herment, 1859, 3 fascicules in 4° totalisant 72 p. (ouvrage publié sans nom d'auteur, la fin n'a jamais paru)[16] ;
- Trésor généalogique de la Picardie, tome deuxième, Monstres et quittances, Amiens, Vve Herment, 1860, 1 vol. in 8°, IX+361 pp. (ouvrage publié sans nom d'auteur)[17] ;
- Notice sur la Maison de Boutery, Amiens, Vve Herment, 1860, 1 vol. in 8°, 40 p. (ouvrage publié sans nom d'auteur)[18] ;
- La Journée de Mons en Vimeu, Paris, A. Aubry, 1861, 1 vol. in 12°, 110 p.[19] ;
- Nobiliaire de Ponthieu et de Vimeu, Amiens, Lemer, 1861-1864, 2 vol. in 8°, VII+395 et VI-356 pp. (première édition, le tome 2 comporte 26 planches de blasons gravés et 1 planche représentant la tombe de Clément de Longroy)[20],[21]
- La Grande Guerre, Fragments d'une Histoire de France aux XIVe et XVe siècles, Paris, Durand, 1862, 1 vol. in 8°, 584 p. ;
- Notices Historiques et Généalogiques sur quelques familles nobles de Picardie, Deuxième livraison, Amiens, Lemer aîné, 1863, 1 vol. in 8°, 171 p. (cet ouvrage contient exclusivement la généalogie de la famille de Belleval)[22] ;
- Azincourt, Paris, J.-B. Dumoulin, 1865, 1 vol. in 8°, VIII+394 pp. deux plans hors texte, dont un dépliant[23];
- Gauvain Quiéret, seigneur de Dreuil, et sa famille, Paris, J.-B. Dumoulin, 1866, 1 vol. in 8°, 95 p.[24] ;
- Jean de Bailleul, roi d’Écosse et sire de Bailleul en Vimeu, Paris, J.-B. Dumoulin, 1866, 1 vol. in 8°, 104 p.[25] ;
- Souvenirs d'un chevau léger de la Garde du Roi, Paris, Auguste Aubry, 1866, 1 vol. in 12°, VIII+323 pp. (souvenirs annotés de Louis René de Belleval, arrière grand père de René de Belleval), lire en ligne ;
- Du costume militaire des français, 1866, Paris, librairie Auguste Aubry, VIII-91 p. 7 planches, lire en ligne ;
- Le Ponthieu aux Croisades, Lettre à un antiquaire, Paris, Dumoulin, 1867, grand in 8°, 20 p. (tiré à part de la Revue Nobiliaire, tome 3) ;
- Mémoire sur les comtes de Ponthieu de la deuxième race et sur les familles qui en sont issues, Paris, 1868, 1 vol. grand in 8°, 120 p. (ouvrage publié sans nom d'auteur)[26] ;
- Lettres sur le Ponthieu, Paris, Dumoulin, 1868, 1 vol. in 12°, 357 p. (première édition) ;
- Les Fiefs et les Seigneuries du Ponthieu et du Vimeu, Essai sur leur transmission depuis l'an mille jusqu'en 1789, Paris, Dumoulin, 1870, 1 vol. in 4°, 352 p., lire en ligne ;
- Campagne de France 1870-1871, Journal d'un capitaine de francs-tireurs, Paris, E. Lachaud, 1872, 1 vol. in 12°, 228 p.[27]
- La Panoplie du XVe au XVIIIe siècle, Paris, chez tous les libraires, 1873, 1 vol. in 4°, XV+176 pp., lire en ligne ;
- Lettres sur le Ponthieu, Paris, Aubry, 1873, 1 vol. in 12°, 474 p. (seconde édition, augmentée)[28] ;
- Nobiliaire de Ponthieu et de Vimeu, Paris, Bachelin-Deflorenne, 1876, 1 vol. in 4° (seconde édition, augmentée, mais dépourvue de planches de blasons) lire en ligne[29] ;
- Les Lieutenants des maréchaux de France, 1877, Paris, librairie J.-B. Dumoulin, 56 pages, lire en ligne ;
- Chronique de Pierre Le Prestre, abbé de Saint-Riquier, publiée pour la première fois d'après le manuscrit original et précédée d'une notice sur l'auteur, Abbeville, Paillart, 1877, un vol. in 8°, 177 p. (tiré à part des Mémoires de la Société d'Emulation d'Abbeville[30]) ;
- Nos Pères, Mœurs et coutumes du temps passé, Paris, Th. Olmer, 1879, 1 vol. in 8°, 795 p.[31]
- La Salle des Ancêtres, portraits civils et militaires, Paris, Didier, 1882, 1 vol. in 12°, VI+383 pp.
- Un Capitaine au Régiment du Roi, Etude sur la société en France et sur une famille de la Flandre française au XVIIIe siècle, 1894, Paris, librairie Emile Lechevalier, 1 vol. in 12°, 271 p. lire en ligne ;
- Souvenirs de ma Jeunesse, Paris, Librairie Émile Lechevalier, 1895, 1 vol. in 8°, 432 p.[32]. Cet ouvrage a été réédité à Beauvais en 1900 sous le titre "Souvenirs contemporains"
- Les Sceaux du Ponthieu, Paris, Émile Lechevalier, 1896, 1 vol. in 8° imprimé à 300 ex. numérotés, 288 p. avec 9 planches de sceaux gravés hors texte et de nombreux sceaux gravés dans le texte. lire en ligne, Cet ouvrage a été reprinté en 1984 par les éditions Le Léopard d'or ;
- Chronologie d'Abbeville et du comté de Ponthieu, Paris, Lechevalier, 1899, 1 vol. in 8°, IX+543 pp. ;
- Les Derniers Valois, Paris, Librairie Henri Vivien, 1900, 1 vol. in 8°, VI+680 pp.[33] ;
- Les Bâtards de la Maison de France, Paris, Librairie Henri Vivien, 1901, 1 vol. in 8°, 308 p.[34].

### Romans
- Le Fils de Chicot, Paris, E. Dentu, 1882, 1 vol. in 12°, 326 p. ;
- La Main rouge, Paris, E. Dentu, 1889, 1 vol. in 12°, 328 p. ;
- La Cuirassière, Paris, Fougeu, 1891, 1 vol. in 12°, 350 p. ;
- Le Crime de Therdonne, Paris, A. Charles, 1896, 1 vol. in 12°, 437 p..

### Sources
- Dictionnaire biographique de la Somme, 1893, Paris, Jouve. Un volume in 8° non paginé, avec un portrait photographique.
- Marquis de Belleval, Souvenirs de ma jeunesse, 1895, Paris, Émile Lechevalier. Un volume in 8°, 432 p..
- Christiane Lamoussière & Patrick Laharie, Le Personnel de l'administration préfectorale 1800-1880, 1998, Paris, Archives Nationales, p. 94.